# Signoria di Haifa
La Signoria di Haifa (che i crociati chiamavano Caiphas) era un feudo dipendente dal Principato di Galilea che, a sua volta, era feudo vassallo del regno crociato di Gerusalemme.
Fu in parte un dominio ecclesiastico governato dagli Arcivescovi di Nazaret ed in parte costituita con altri territori nel Principato di Galilea; aveva la sua sede nella città di Haifa e comprendeva il monte Carmelo, la piana costiera e la Valle di Zebulon.

## Storia
La città di Haifa fu posta sotto assedio, sia per mare che per terra, nell'estate del 1100 dai Crociati che, dopo aver conquistato Gerusalemme, rivolsero la loro attenzione ai porti della costa che avrebbero assicurato le comunicazioni con l'Europa. Incontrarono però una forte resistenza degli abitanti, soprattutto dI quelli ebrei, tanto che fu necessario un mese di assedio e rinforzi guidati da Tancredi per far cadere la città.
I vincitori massacrarono o scacciarono gli abitanti e distrussero le fortificazioni ed i cantieri navali, ponendo fine ad un periodo di prosperità derivato dal commercio e dalla produzione di vetro e di coloranti tratti dalle lumache marine.
Durante la dominazione crociata fu costruita una fortezza, chiamata Castellum Cayphae; Haifa si ripopolò lentamente, soprattutto di musulmani, il suo divenne un secondo porto per San Giovanni d'Acri.
La città fu distrutta e rasa al suolo da Saladino dopo la sua vittoria ad Hattin, nel 1187, Riccardo Cuor di Leone la riconquistò quattro anni dopo e Luigi IX di Francia la ricostruì e fortificò nel 1250-1251.
Nel 1265 fu conquistata ed in gran parte distrutta dai Mamelucchi di Baybars.

## Signori di Haifa
- Waldemar Carpenel († 7 settembre 1101 nella prima battaglia di Ramla)
- Tancredi
- Rorgius (1102 – 1107)[5]
- Pagano (1107 – 1112)
- Demanio regio (1112 – 1190)
- Manasses, documentato nel 1115 e nel 1120[6]
- Vivian (anni 1140 circa)
- Pagano (1190 – ?)
- Rorgius II (?–1244?)
- Garsias Alvarez (circa 1250)
- Gilles d'Estrain (circa 1260)
- Miles ?
- Goffredo
- Gilles II
- Giovanni di Valenciennes (c. 1310)